# Cephalofovea tomahmontis
Cephalofovea tomahmontis är en klomaskart som beskrevs av Ruhberg, Tait, Briscoe och Storch 1988. Cephalofovea tomahmontis ingår i släktet Cephalofovea och familjen Peripatopsidae. Inga underarter finns listade i Catalogue of Life.